# Nachal Chacacon
Nachal Chacacon (hebrejsky נחל חצצון, arabsky Vádí Chusasa) je vádí na Západním břehu Jordánu, v Judské poušti.
Začíná v nadmořské výšce okolo 600 metrů v Judské poušti, v pouštní řídce osídlené krajině jižně od izraelské osady Ma'ale Amos. Směřuje k jihovýchodu, přičemž se postupně zařezává do okolního terénu a přijímá četná boční vádí. Prochází jen sporadicky osídlenou oblastí s rozptýlenými beduínskými tábory. Podchází nejvýchodnější úsek pouštní silnice číslo 3698. Stáčí se k východu, z jihu míjí horu Ras al-Mutejride a pak klesá strmě do příkopové propadliny Mrtvého moře. Hluboký kaňon je ze severu vymezen horou Micpe Michvar, z jihu Roš Chacacon. Nachází se tu několik skalních stupňů a vodopádů. Pak vádí z jihu míjí izraelskou osadu Micpe Šalem, podchází dálnici číslo 90 a ústí do Mrtvého moře.